# Skandinávský design
Skandinávský design je umělecký směr charakteristický pro země na severu Evropy. Objevuje se především v interiérovém designu a architektuře. Název Skandinávie je používán pro Švédsko, Finsko, Norsko, Dánsko a Island.

## Společné rysy
Design ze skandinávských zemí nese několik společných atributů, jako jsou minimalismus, přírodní materiály, světlé barvy, jednoduché linie a maximální funkčnost. Čistá skandinávská estetika bývá zpestřena barvami nebo vlnitými tvary. Mezi nejvíce používané materiály patří světlé dřevo. Pro výrobu textilií je charakteristické použití vlny, bavlny nebo lnu. Vedle tradice, modernosti a sociálního idealismu je totiž důležitou filozofií skandinávského designu spojitost s přírodou. Většina skandinávských designérů se zabývala návrhy budov jako celku včetně nábytku a interiérového vybavení. Díky tomu je pro skandinávský design typické také harmonické propojení interiéru a exteriéru stavby.

## Historie
Ve Skandinávii oproti zbytku Evropy se nikdy výrazněji neprosadily avantgardní umělecké styly, jako je například futurismus nebo kubismus. Nové tendence a moderní postupy se v designu kombinovaly se starými technikami a tradičními materiály. Za úspěchem skandinávského designu stojí především dlouhá tradice řemeslné výroby, za což severské země vděčí pozdnímu příchodu industrializace. Zatímco ve Velké Británii už v 18. století začínali s masovou výrobou, do Skandinávie přišla až ve druhé polovině 19. století.
Za přelomový je pro skandinávský design považován rok 1954, kdy byla v USA uspořádána výstava Design in Scandinavia, která následující tři roky putovala po celých Spojených státech amerických a Kanadě. Tato expozice představila skandinávský design v zámoří a má největší zásluhu na celosvětovém rozmachu tohoto směru, který byl do té doby pro Severní Ameriku neznámý.

### Dánsko

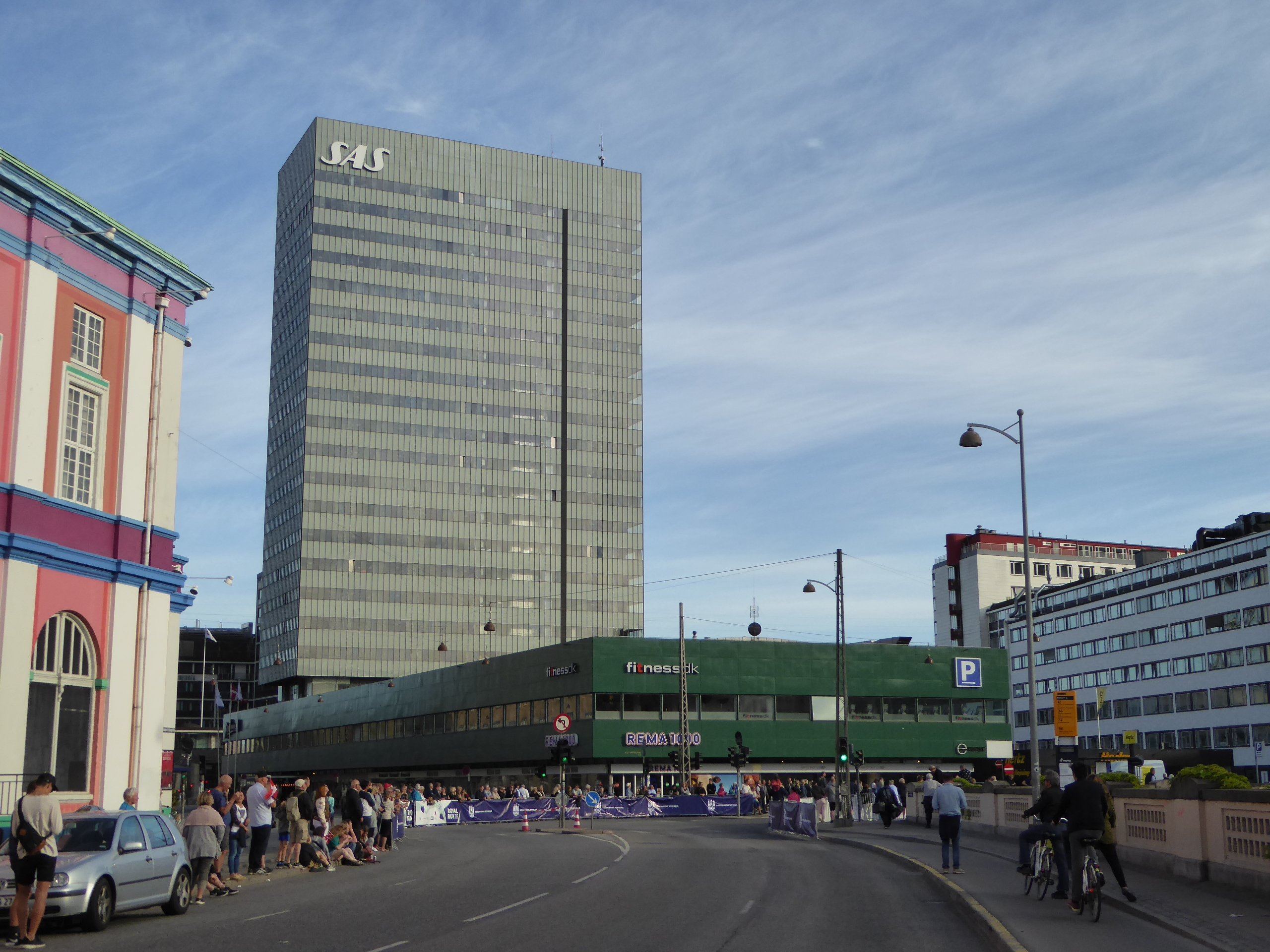
Budova hotelu SAS v Kodani navržená Arne Jacobsenem.

Dánsko patří mezi nejvýraznější země skandinávského designu. Pro dánský design je typické spojení funkčnosti, krásy a elegance. Hlavní funkcí dánského nábytku je udržování jednoduchého a estetického prostředí přispívající ke spokojenějšímu životu. Moderní dánský design se formoval v 50. letech 20. století na základě dvou uměleckých směrů.
Prvním z nich je umělecký styl funkis založený na jemných liniích a zaoblených tvarech. Ikonickým designem z tohoto období je například křeslo Little Petra z roku 1938. Dalším směrem, který dánský design ovlivnil, je funkcionalismus přejatý z německé výtvarné školy Bauhaus.  Za průkopníka dánského designu je považován Kaare Klint, jenž v roce 1924 stál za vznikem katedry nábytku a architektury na Royal Danish Academy of Fine Arts. Mezi nejvýznamnější studenty této katedry patřili například Arne Jacobsen, Verner Panton nebo Hans Wegner.
Hans Wegner byl výrazným dánským návrhářem. Pro jeho tvorbu je charakteristická snaha navrhnout takový kus nábytku, který by byl zajímavý i při pohledu zezadu. Kolem roku 1940 navázal spolupráci s nábytkářskou firmou Johanes Hansen, pro niž navrhl například dnes již ikonickou Čínskou židli vyrobenou z ohýbané překližky.
Dalším čelným představitelem dánského designu je návrhář a architekt Arne Jacobsen, který se proslavil návrhy židlí, pro něž byl charakteristický jednoduchý, avšak vysoce funkční design. Mezi ikonické kusy nábytku patří například židle Mravenec, křeslo Egg nebo budova hotelu společnosti SAS, která byla prvním mrakodrapem v Kodani. Tento architekt navrhl nejen budovu, ale i interiér hotelu; tato stavba se stala jeho životním uměleckým dílem.

### Švédsko

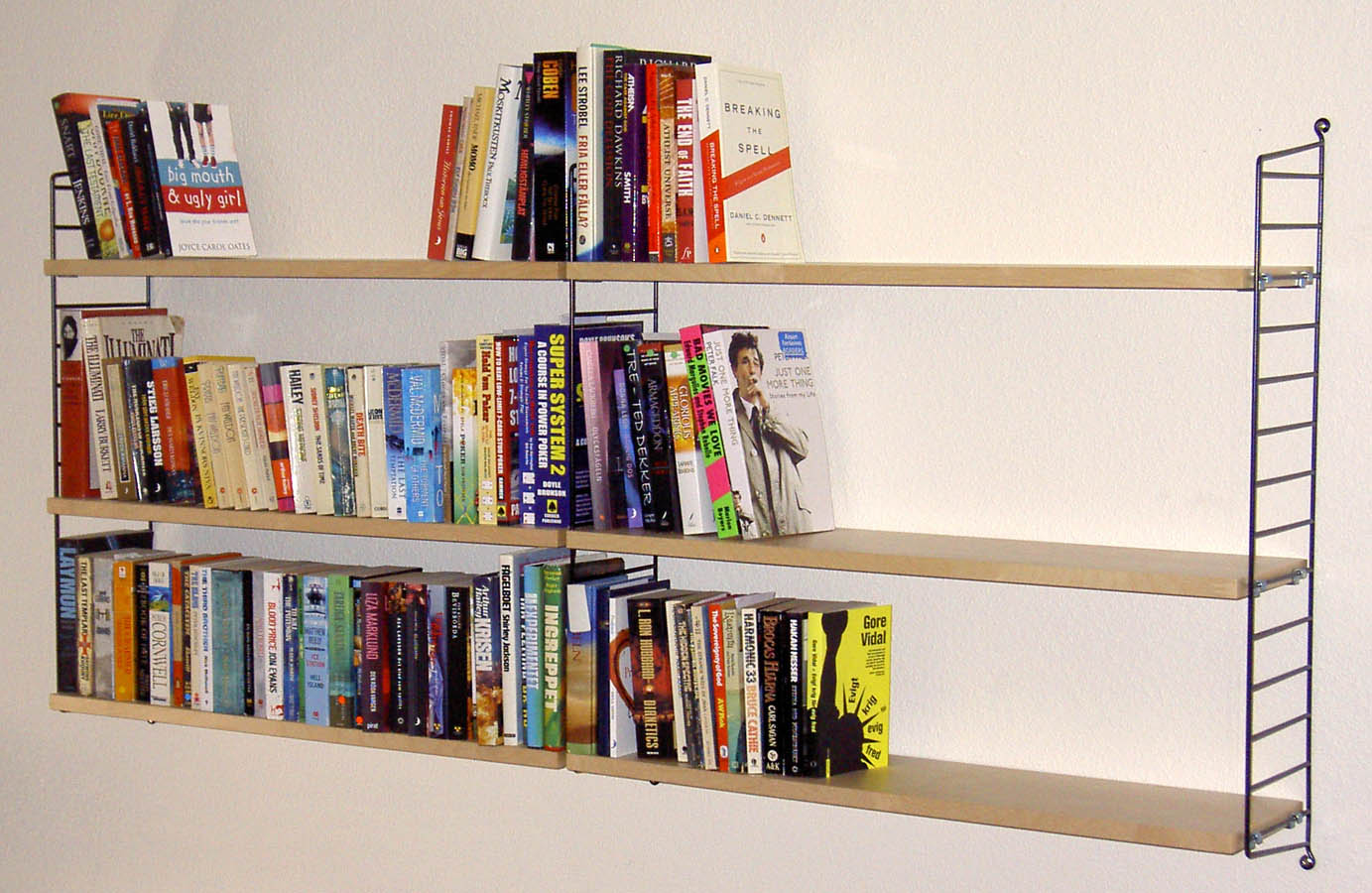
Systém nástěnných úložných polic od Nisse Strinninga.

Za zrod švédského moderního designu je považován rok 1917, kdy společnost Svenska Slöjdföreningen otevřela výstavu v galerii Liljevalch ve Stockholmu. Tato expozice prezentovala přes dvacet vybavených interiérů navržených převážně začínajícími architekty. Účelem bylo předvést nižším vrstvám obyvatelstva cenově dostupný, leč esteticky hodnotný nábytek a interiérové vybavení. Pro raný švédský interiérový design byly charakteristické skleněné vázy a mísy, keramika a nábytek. Jednou z předních firem produkujících skleněné dekorace tehdy byla firma Orrerfors.
V roce 1943 byla Ingvarem Kampradem založena firma IKEA, která dává podobu švédskému sociálnímu cítění a skandinávské estetice v interiérech. Filozofií firmy bylo především poskytovat za dostupnou cenu kvalitní nábytek pro každého. Další inovací této společnosti byl prodej rozloženého nábytku, což šetřilo místo ve skladu i práci dělníků. K nejvýraznějším osobám švédského interiérového designu patří Nisse Strinning, jenž v roce 1949 navrhl ikonický systém nástěnných úložných polic zvaný String, který umožňoval vytvořit několik různých variant umístění jednotlivých polic.
Dalšími čelnými představiteli byla návrhářská dvojice Börge Lindau a Bo Lindekrantz. V roce 1969 byli oceněni Lunningovou cenou, udělovanou za úspěchy skandinávským zemím. V témže roce začali pracovat pro švédskou nábytkářskou firmu Lammhults. V osmdesátých letech Bärge Lindau založil vlastní společnost Blå Station, která dodnes prodává nábytek charakteristický skloubením kovu a dřeva.

### Finsko
Hlavním představitelem a průkopníkem finského designu byl návrhář a architekt Alvar Aalto. Pro jeho tvorbu jsou charakteristické organické tvary a zvlněné linie. Mezi nejslavnější díla patří skleněná kolekce váz Altar Aalto z roku 1936, kterou navrhl pro sklářskou společnost Iittala. Iittala produkovala ikonické série jako například porcelán Taika, svícny a nádoby Kastehelmi nebo sklenice Kartio.
Dalším významným finským návrhářem byl Eero Saarinen. Pomohl vytvořit nový typ modernismu prosazující organické a lidem příjemné tvary. Finským národním symbolem je tvorba Tapia Wirkkaly. Navrhl například design lahve finské vodky Finlandia nebo finské markové bankovky z roku 1955.

### Norsko
Čelným představitelem norského designu byl Ingmar Relling, který komplexně řešil podobu interiérů a nábytku. Navrhl například ikonické křeslo Siesta. Revoluční návrhy sedacího nábytku vytvořil Peter Opsvik. Jeho návrhy umožňovaly velkou variabilitu v užívání a byly jednoduše konstrukčně řešené. Vymyslel například pracovní židli Siity, která umožňuje regulovat výšku opěradla a sedátka.

## Skandinávský design v České republice
Obliba skandinávského designu v posledních letech v České republice roste především v interiérech. Tento styl bydlení vyniká především nadčasovostí, maximální funkčností a útulností. Na českých e-shopech je dostupná celá řada předních skandinávských značek jako je Marimekko, Iitala, House Doctor, Ib Laursen, Bloomingville, Madam Stoltz, Ferm living a mnoho dalších. Na vyhledávání interiérového vybavení ve skandinávském stylu se v České republice zaměřuje například FAVI. Sklony ke skandinávskému designu je možné si ověřit v testu interierových stylů.